# Лосьминка
Лосьминка — река в Смоленской области России, протекает по территории Вяземского района.

## География
Исток в болотистой местности юго-восточнее деревни Кайдаково. Впадает в реку Вороновку в 6,6 км от её устья по левому берегу, севернее деревни Жегловка. Длина реки составляет 33,4 км, площадь водосборного бассейна — 267 км². Вдоль течения реки находятся деревни Ястребы, Юрино, Митюшино, Лосьмино, Горбы, Кошелево, Ежевицы, Уда, Коханово и Крутое.

### Притоки
(указано расстояние от устья)
- 1,6 км[3]: река Толбинка (лв)
- 14,4 км[3]: река Светёлка (лв)
- 17,4 км[3]: река Песочня (лв)

## Данные водного реестра
По данным государственного водного реестра России относится к Окскому бассейновому округу, водохозяйственный участок реки — Угра от истока и до устья, речной подбассейн реки — Бассейны притоков Оки до впадения Мокши. Речной бассейн реки — Ока.
Код объекта в государственном водном реестре — 09010100412110000020866.